# Карвіц
Карвіц (нім. Karwitz) — громада в Німеччині, розташована в землі Нижня Саксонія. Входить до складу району Люхов-Данненберг. Складова частина об'єднання громад Ельбталауе.
Площа — 31,65 км2. Населення становить 751 ос. (станом на 31 грудня 2021).

## Галерея

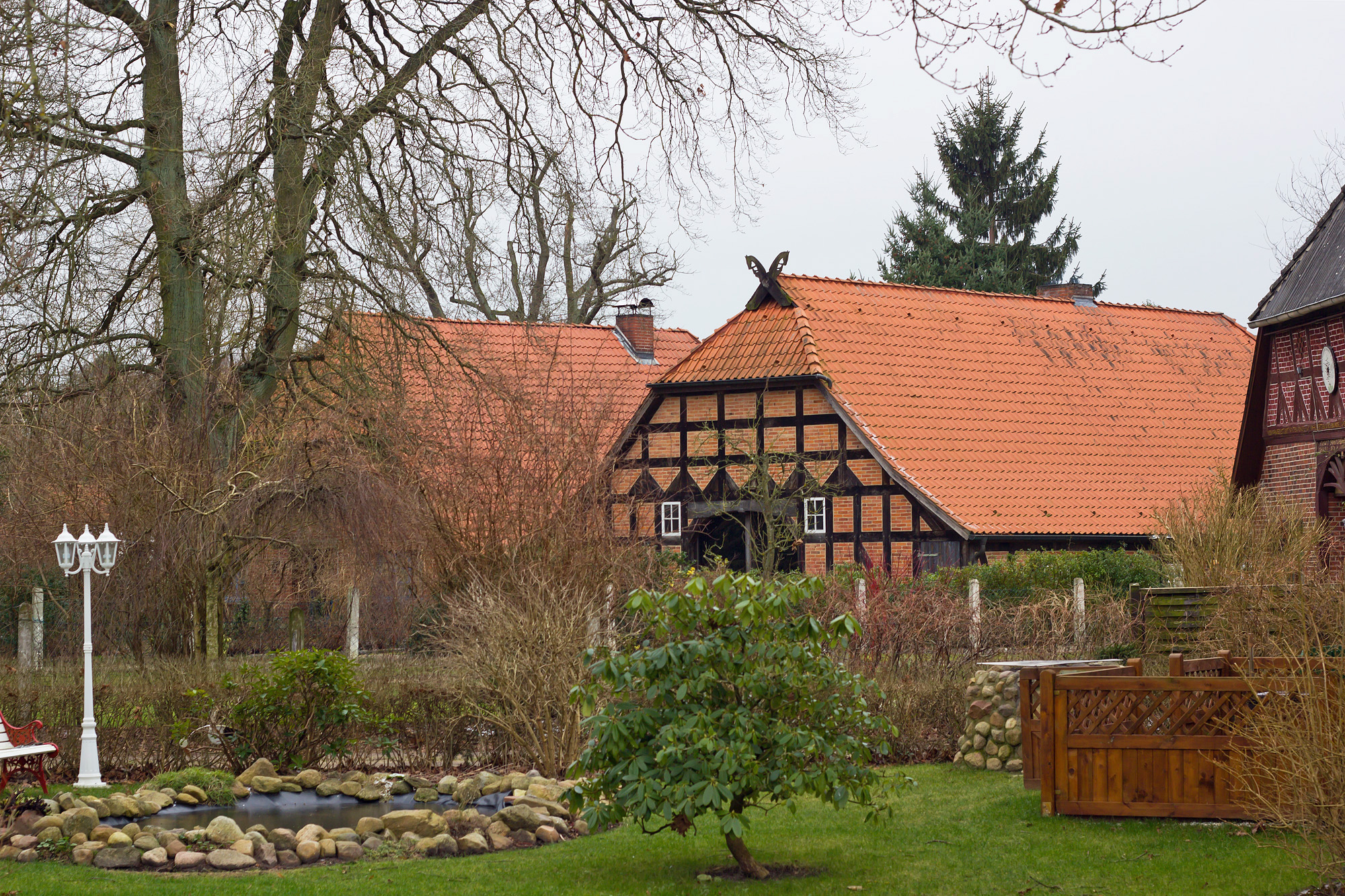
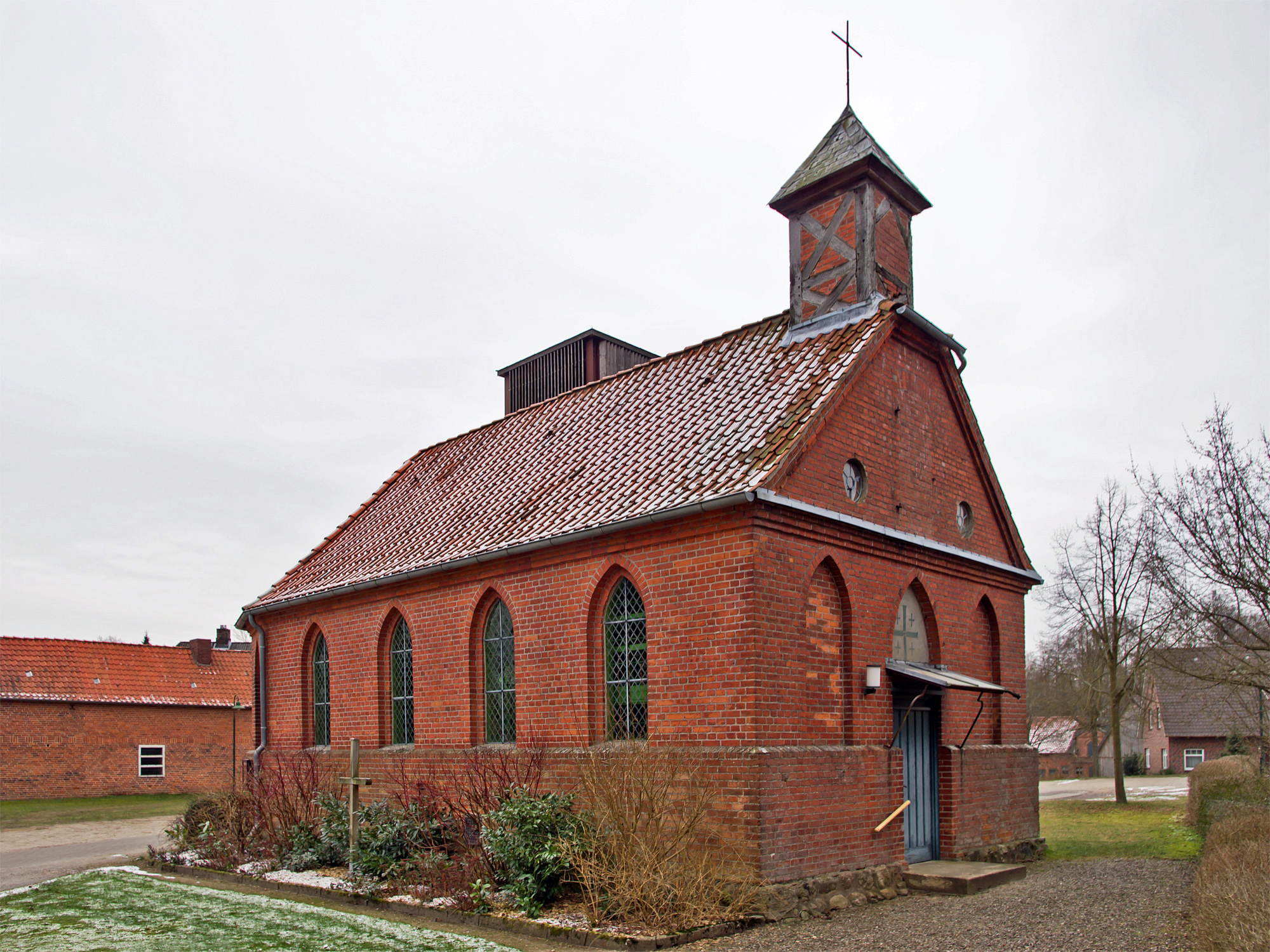